# Helgi Daníelsson
Helgi Valur Daníelsson, né le 13 juillet 1981 à Uppsala (Suède), est un joueur de football islandais. Il évolue au poste de milieu de terrain. Il est aussi international islandais.

## Carrière
Kristján Örn Sigurðsson a commencé sa carrière dans l'équipe de jeunes de Fylkir Reykjavík avant de rejoindre le centre de formation de Peterborough United. En 1999, il fit un essai au Milan AC. Il revient en 2000 faire une saison en prêt au Fylkir Reykjavík avant de revenir pour 3 saisons au Peterborough United. En 2003, il est transféré au Fylkir Reykjavík pour 25 000 £ où il jouera 3 saisons avant d'être transféré au club suédois de Östers IF en 2006 puis à un autre club suédois, celui de IF Elfsborg en 2007.
Il commença sa carrière en équipe nationale A en 2001 lors d'un match amical contre l'Inde.